# Metarranthis agreasaria
Metarranthis agreasaria är en fjärilsart som beskrevs av Walker 1860. Metarranthis agreasaria ingår i släktet Metarranthis och familjen mätare. Inga underarter finns listade i Catalogue of Life.